# Лебедки (Смоленская область)
Лебедки — деревня в Гагаринском районе Смоленской области России. Входит в состав Ельнинского сельского поселения. Население — 23 жителя (2007 год).
Расположена в северо-восточной части области в 38 км к северо-западу от Гагарина, в 23 км восточнее автодороги Р134 «Старая Смоленская дорога» Смоленск — Дорогобуж — Вязьма — Зубцов, на берегу реки Лебедовка. В 28 км западнее деревни расположена железнодорожная станция Сычёвка на линии Вязьма — Ржев.

## История
В годы Великой Отечественной войны деревня была оккупирована гитлеровскими войсками в октябре 1941 года, освобождена в марте 1943 года.